# 東門里 (臺北市)
25°02′17″N 121°31′16″E / 25.038°N 121.521°E
東門里為台灣台北市中正區轄下之一里。該里2012年設籍人口達4,573人，面積則有0.8042平方公里左右。今戶數約有1800戶的東門里，位置約在台北市杭州南路、中山南路、愛國東路及濟南路等重要道路交接範圍。
台灣日治時期劃分為東門町的該里，戰後沿用町名為東門里，1990年則增加若干區域。而今行政區域除了以住宅為主外，尚包含中正紀念堂、國防部文化營區、曹洞宗大本山臺灣別院鐘樓、國立臺灣大學醫學院附設醫院及台北府城東門、東門里福德宮等文建設施或古蹟。